# Iliușin Il-96
Iliușin Il-96 este un avion de pasageri cvadrimotor cu reacție widebody lung-curier introdus de Rusia în 1992. 